# Petroleuciscus kurui
Petroleuciscus kurui es una especie de peces de la familia de los Cyprinidae en el orden de los Cypriniformes.

## Morfología
Los machos pueden llegar alcanzar los 85,8 cm de longitud total.

## Hábitat
Es un pez de agua dulce.

## Distribución geográfica
Se encuentra al sudeste de Turquía (curso superior del río Tigris ).